# Bologne (Haute-Marne)
Bologne é uma comuna francesa na região administrativa de Grande Leste, no departamento de Haute-Marne. Estende-se por uma área de 31,26 km². Em 2010 a comuna tinha 1 902 habitantes (densidade: 60,8 hab./km²).